# 電位依存性カルシウムチャネル
電位依存性カルシウムチャネル（でんいいぞんせいカルシウムチャネル、英: voltage-gated calcium channel（VGCC）、voltage-dependent calcium channel（VDCC））はカルシウムイオン（Ca2+）透過性を有する電位依存性イオンチャネルのグループで、興奮性細胞（筋肉、グリア細胞、神経細胞など）の膜に存在する。VGCCはわずかにナトリウムイオン（Na+）も透過させるためCa2+-Na+チャネルとも呼ばれるが、生理的条件下ではカルシウムの透過性はナトリウムよりも約1000倍高い。生理的な静止膜電位下では、通常VGCCは閉じている。膜電位の脱分極によって活性化される（開く）ため、「電位依存性」という名称がついている。通常、細胞外のCa2+の濃度は細胞内よりも数千倍高いため、VGCCの活性化によってCa2+が細胞へ流入し、細胞種によってカルシウム感受性カリウムチャネルの活性化、筋収縮、神経の興奮、遺伝子発現のアップレギュレーション、ホルモンや神経伝達物質の放出などが引き起こされる。VGCCは正常なもしくは過形成をきたした副腎の球状層（zona glomerulosa）とアルドステロン産生腺腫に局在しており、後者においてはT型VGCCのレベルは患者の血漿アルドステロンレベルと相関している。VGCCの過剰の活性化は興奮毒性の主要な要素であり、細胞内のカルシウムレベルの過度な上昇によって細胞構造を分解する酵素群が活性化される。

## 構造
VGCCは、α1、α2δ、β1-4、γという数種の異なるサブユニットの複合体として形成される。 α1サブユニットはイオン透過チャネルを形成し、そこに結合するサブユニットは開口の調節などいくつかの機能を有する。

## チャネルのサブユニット
高電位活性化型カルシウムチャネル（HVGCC）にはいくつかの種類が存在する。これらは構造的に相同で、類似しているものの同一ではない。生理学的な役割や特定の毒素による阻害を研究することで、それらを区別することが可能である。HVGCCには、ω-コノトキシンGVIAによって遮断される神経型のN型、脳での未解明の過程に関与し、SNX-482を除く他の遮断薬や毒素に抵抗性のあるR型、それと近縁関係にありω-アガトキシンによって遮断されるP/Q型、骨格筋、平滑筋、心筋での興奮収縮共役と内分泌細胞でのホルモン分泌を担い、ジヒドロピリジンに感受性のL型が存在する。
| タイプ | 1,4-ジヒドロピリジン（DHP） | ω-コノトキシン（ω-CTX） | ω-アガトキシン（ω-AGA） |
| L型    | 遮断                        | 抵抗性                  | 抵抗性                  |
| N型    | 抵抗性                      | 遮断                    | 抵抗性                  |
| P/Q型  | 抵抗性                      | 抵抗性                  | 遮断                    |
| R型    | 抵抗性                      | 抵抗性                  | 抵抗性                  |

表の出典はDunlap, Luebke and Turner (1995)。

### α1サブユニット
α1サブユニット（約190 kDa）はHVGCCのチャネル機能に必要な主要サブユニットであり、6本の膜貫通αヘリックス（S1–S6）を含む特徴的な4つの相同ドメイン（I–IV）から構成される。α1サブユニットはCa2+選択性のポアを形成し、電位検知装置と薬剤/毒素の結合部位を含んでいる。ヒトでは総計で10種類のα1サブユニットが同定されている。サブユニットの配置は電位依存性カリウムチャネルのホモ四量体と類似している。ドメイン構造（とC末端のEFハンドやIQドメインといったいくつかの主要な制御部位）は電位依存性ナトリウムチャネルと共通しており、進化的に関係していると考えられている。4つのドメインの膜貫通ヘリックスはチャネルのポアを形成するように配置され、S5とS6ヘリックスはポアの内側の表面に並ぶ一方、S1–4ヘリックスは開口と電位検知（特にS4）に関与していると考えられている。VGCCは迅速に不活性化されるが、その過程は電位依存性とカルシウム依存性の2つの要素から構成されると考えられている。これらの過程はin vitroでは外部の記録液の電荷のキャリアとしてBa2+とCa2+のいずれかを用いることで区別することができる。カルシウム依存性の過程はチャネルの少なくとも1か所にCa2+結合性シグナル伝達タンパク質カルモジュリンが結合することによって起こり、カルモジュリンが結合できないL型チャネルではみられない。すべてのチャネルが同じ調節機能を示すわけではなく、それらの過程の詳細の大部分はいまだ不明である。
| タイプ                                                    | 電位             | α1サブユニット(遺伝子名)                                          | 結合サブユニット           | 多く存在する部位 |
| L型カルシウムチャネル ("Long-Lasting"、別名: DHP受容体)   | 高電位活性化型   | Cav1.1 (CACNA1S) Cav1.2 (CACNA1C) Cav1.3(CACNA1D) Cav1.4(CACNA1F) | α2δ、β、γ                  | 骨格筋、平滑筋、骨（骨芽細胞）、心室筋細胞（心細胞において活動電位の延長を担う。DHP受容体とも呼ばれる）、皮質ニューロンの樹状突起と樹状突起スパイン |
| P型カルシウムチャネル ("Purkinje") /Q型カルシウムチャネル | 高電位活性化型   | Cav2.1(CACNA1A)                                                   | α2δ、β、 おそらくγ         | 小脳のプルキンエ細胞と顆粒細胞 |
| N型カルシウムチャネル("Neural"/"Non-L")                   | 高電位活性化型   | Cav2.2 (CACNA1B)                                                  | α2δ、β1、β3、β4、おそらくγ | 脳全体と末梢神経系 |
| R型カルシウムチャネル("Residual")                         | 中間電位活性化型 | Cav2.3 (CACNA1E)                                                  | α2δ、β、おそらくγ          | 小脳の顆粒細胞、他の神経細胞 |
| T型カルシウムチャネル("Transient")                        | 低電位活性化型   | Cav3.1(CACNA1G) Cav3.2(CACNA1H) Cav3.3 (CACNA1I)                  |                            | 神経細胞、ペースメーカー機能を持つ細胞、骨（骨芽細胞）                                                                                              |

### α2δサブユニット
α2とδサブユニットは同じ遺伝子からの産物で、互いにジスルフィド結合によって連結されており、合わせた分子量は約170000である。α2サブユニットはグリコシル化された細胞外サブユニットで、大部分がα1サブユニットと相互作用する。δサブユニットは短い細胞内部分を持つ1本の膜貫通領域を持ち、細胞膜へタンパク質を固定する役割を持つ。α2とδをコードする遺伝子は4つ存在する。
- CACNA2D1（英語版） (CACNA2D1)
- CACNA2D2（英語版） (CACNA2D2)
- (CACNA2D3)
- (CACNA2D4)

α2δサブユニットの共発現はα1サブユニットの発現レベルを上昇させ、電流強度の増大、より速い活性化・不活性化速度、不活性化の電位依存性の過分極側へのシフトが引き起こされる。これらの影響の一部はβサブユニット不在下でも観察されるが、他の場合にはβサブユニットの共発現が必要である。
α2δ-1、α2δ-2サブユニットはガバペンチノイドの結合部位である。このクラスの薬剤には2つの抗痙攣薬ガバペンチン（Neurontin）とプレガバリン（Lyrica）が含まれ、慢性神経障害性疼痛の治療にも用いられている。中枢抑制剤、抗不安薬のフェニブトは、他の標的に加えてα2δサブユニットにも結合部位が存在する。

### βサブユニット
細胞内のβサブユニット（55 kDa）は、グアニル酸キナーゼ（GK）ドメインとSH3ドメインを含む細胞内MAGUK様タンパク質である。βサブユニットのGKドメインはα1サブユニットのI-II間の細胞内ループへ結合し、HVGCCの活性を調節する。βサブユニットには4つの遺伝子が知られている。
- CACNB1（英語版） (CACNB1)
- CACNB2（英語版） (CACNB2)
- CACNB3（英語版） (CACNB3)
- CACNB4（英語版） (CACNB4)

細胞質のβサブユニットは、α1サブユニットのコンフォメーションの安定化、そしてα1サブユニットの小胞体保持シグナルを覆って細胞膜へ運搬する役割を持つと考えられている。小胞体保持シグナルはα1サブユニットのI-IIループに含まれているため、βサブユニットが結合すると覆い隠される。そのため、βサブユニットは細胞膜に発現するα1サブユニットの量を調節することで、電流強度を調節する。
この輸送における役割に加えて、βサブユニットは活性化・不活性化の速度の調節にも重要な機能を果たす。α1サブユニットの活性化の際の電位依存性を過分極側へシフトさせるため、より小さな脱分極でより大きな電流が流れるようになる。
最近まで、α1サブユニットのドメインIとIIのあいだのリンカー中の高度に保存された18アミノ酸の領域（Alpha Interaction Domain、AID）とβサブユニットのGKドメインの領域（Alpha Interaction Domain Binding Pocket）との相互作用がβサブユニットの調節効果を担う唯一の相互作用であると考えられてきた。しかし、βサブユニットのSH3ドメインがチャネル機能に対する付加的な調節効果を示すことが発見され、βサブユニットが複数の調節相互作用を有している可能性が開かれた。さらに、AIDの配列は小胞体保持シグナルを含んでいるようには見えず、シグナルはリンカーの他の領域に位置している可能性がある。

### γサブユニット
γ1サブユニットは骨格筋のVGCC複合体に結合することが知られているが、他のカルシウムチャネルのサブタイプに関するエビデンスは決定的ではない。γ1サブユニット糖タンパク質（33 kDa）は、4本の膜貫通ヘリックスから構成される。γ1サブユニットは輸送に影響を与えず、ほとんどの場合チャネル複合体の調節にも必要とされない。γ2、γ3、γ4、γ8はAMPA型グルタミン酸受容体とも結合している。
γサブユニットをコードする遺伝子は8つ存在する。
- γ1（英語版） (CACNG1)
- γ2（英語版） (CACNG2)
- γ3（英語版） (CACNG3)
- γ4（英語版） (CACNG4)
- (CACNG5)
- (CACNG6)
- (CACNG7)
- (CACNG8)

## 筋生理学
平滑筋細胞で脱分極が起こると、L型電位依存性カルシウムチャネルは開口する。脱分極は細胞の伸展、Gタンパク質共役型受容体へのアゴニストの結合、自律神経系の刺激などによってもたらされる。L型カルシウムチャネルの開口は細胞外のCa2+の流入を引き起こし、それらはその後カルモジュリンに結合する。活性化されたカルモジュリン分子は、太いフィラメント（thick filament）のミオシンをリン酸化するミオシン軽鎖キナーゼを活性化する。リン酸化されたミオシンは細いフィラメント（thin filament）のアクチンとクロスブリッジ（crossbridge）を形成できるようになり、フィラメントの滑りによって平滑筋線維は収縮する（平滑筋においてL型カルシウムチャネルが関与するシグナル伝達カスケードについてはを参照）。
また、L型カルシウムチャネルは、骨格筋と心筋の筋線維などの横紋筋細胞のT管にも多く存在している。これらの細胞が脱分極した際には、平滑筋細胞と同様にL型カルシウムチャネルは開口する。骨格筋では、チャネルの開口は筋小胞体のカルシウム放出チャネル（リアノジン受容体、RYR）を機械的に作動し、RYRの開口を引き起こす。心筋では、L型カルシウムチャネルの開口は細胞内へのカルシウムの流入を起こす。カルシウムは筋小胞体のRYRに結合して、RYRを開口させる。この現象はカルシウム誘発性カルシウム放出（CICR）と呼ばれている。機械的またはCICRのいずれかの機構でRYRが開口すると、筋小胞体からCa2+が放出され、アクチンフィラメントのトロポニンCへ結合できるようになる。そして滑り機構によって収縮し、サルコメアの短縮と筋収縮が引き起こされる。

## 発生時の発現の変化
発生の初期には、T型カルシウムチャネルが多く発現している。神経系の発達を通じて、N型またはL型がより顕著なものとなってゆく。結果として、成熟した神経細胞では細胞が十分に脱分極したときにのみ活性化するカルシウムチャネルがより多く発現している。低電位活性化型と高電位活性化型のチャネルの発現レベルの差異は、神経の分化に重要な役割を果たす。発生途中のツメガエルの脊髄神経細胞では、低電位活性化型カルシウムチャネルは散発的なカルシウムの流入を行い、これは神経細胞のGABA作動性の表現型の獲得や神経突起の成長に必要である。

## 臨床的意義
電位依存性カルシウムチャネルに対する抗体の存在はランバート・イートン症候群と関係しており、傍腫瘍性神経症候群との関係も示唆されている。
電位依存性カルシウムチャネルは悪性高熱症やティモシー症候群とも関係している。
CACNA1C遺伝子（Cav1.2の遺伝子）の3番目のイントロン内の一塩基多型は、ティモシー症候群と呼ばれるQT延長症候群の一種やブルガダ症候群とも関係している。大規模な遺伝学的解析によって、CACNA1Cは双極性障害とその後の統合失調症とも関係している可能性が示された。また、CACNA1Cのリスクアレルは双極性障害の患者では脳の接続性の破壊と関係しているが、障害の影響を受けていない近縁者や対照群の健常者では全くまたはわずかにしか関係がみられなかった。